# Narodnoje dieło
Narodnoje dieło (ros. Народное дело) – pismo rosyjskie wydawane w Genewie w latach 1868-1870. Początkowo anarchistyczne (Michaił Bakunin, Mikołaj Żukowski), później zwalczało anarchizm (Utin, Nietow, Antoni Trusow).